# Lukáš Kotas
Lukáš Kotas (4. listopadu 1984) je český basketbalista hrající Národní basketbalovou ligu za tým USK Praha. Je vysoký 193 cm, váží 79 kg.

## Kariéra
- 2005 - ???? : USK Praha
- 2005 - 2006 : BK Kondoři Liberec (hostování)

## Statistiky
| Sezóna   | Soutěž      | Odehrané minuty | Průměr na zápas | Body | Průměr na zápas |
| -------- | ----------- | --------------- | --------------- | ---- | --------------- |
| 2005/06  | Mattoni NBL | 490.0           | 16.9            | 145  | 5.0             |
| 2005/06  | Český pohár | 22.4            | 22.4            | 4    | 4.0             |
| 2006/07* | Mattoni NBL | 636.5           | 31.8            | 191  | 9.6             |

 *Rozehraná sezóna - údaje k 20.1.2007 